# Phronia elegans
Phronia elegans är en tvåvingeart som beskrevs av Dziedzicki 1889. Phronia elegans ingår i släktet Phronia och familjen svampmyggor. Enligt den finländska rödlistan är arten nära hotad i Finland. Arten är reproducerande i Sverige. Artens livsmiljö är naturmoskogar. Inga underarter finns listade i Catalogue of Life.